# Stedumermaar
Het Stedumermaar is een 2,1 km lang kanaal (maar) in de provincie Groningen.
Het kanaal loopt van het dorp Stedum is zuidoostelijk richting naar het Westerwijtwerdermaar. Het water is nauwelijks van belang voor de afwatering. De voornaamste functie is die van een scheepvaartkanaal, hoewel die betekenis ver in het verleden ligt. Tegenwoordig wordt het nauwelijks bevaren. Wel wordt er van het kanaal water ingelaten voor de bemalingen Krangeweer aan de noord-westzijde via de Dorpstertocht en Hemert aan de zuid-oostzijde, via de Lutjewijtwerdertocht.
In het verleden werd het gedeelte van het Westerwijtwerdermaar naar het Damsterdiep ook wel Stedumermaar genoemd.
Over het kanaal liggen geen bruggen. Aan de noord-westzijde liep ooit een jaagpad (nu fietspad). Op het verlengde daarvan ligt over het Westerwijtwerdermaar de Peertil (= Paardentil), genoemd naar de paarden die ooit de schepen voorttrokken.